# Phoenix Technologies
Phoenix Technologies Ltd. (NASDAQ: PTEC Arxivat 2007-09-29 a Wayback Machine.) és un creador de programari per BIOS de computadors. El xip que conté la BIOS és a la placa mare i s'inicialitza abans que el sistema operatiu, i ajuda al sistema operatiu a comunicar-se amb el maquinari. Award Software International i American Megatrends Incorporated són altres grans creadors de BIOS. Phoenix Technologies i IBM van desenvolupar l'estàndard El Torito. Award Software International es va fusionar amb Phoenix Technologies el 1998.